# رولی تاسکر
رولی تاسکر (انگلیسی: Rolly Tasker؛ ۲۱ مارس ۱۹۲۶ – ۲۲ ژوئن ۲۰۱۲) قایقران قایق بادبانی اهل استرالیا بود. وی بین سال‌های ۱۹۵۳ تا ۲۰۰۵ میلادی فعالیت می‌کرد.
وی در مسابقات کشوری و بین‌المللی در مجموع برندهٔ ۱ مدال نقره شده‌است.